# Irina Vorobieva
Irina Nikolayevna Vorobieva (em russo:  Ирина Николаевна Воробьёва; Leningrado, RSFS da Rússia, 30 de junho de 1958 –
Colorado Springs, 12 de abril de 2022) foi uma patinadora artística russa. Vorobieva conquistou com Aleksandr Vlasov uma medalha de prata e uma de bronze em campeonatos mundiais, e uma medalha de prata e uma de bronze em campeonatos europeus. Vorobieva e Vlasov  também competiram nos Jogos Olímpicos de Inverno de 1976. Com Igor Lisovsky, Vorobieva conquistou uma medalha de ouro em campeonatos mundiais, e uma medalha de ouro, uma de prata e uma de bronze em campeonatos europeus.

## Principais resultados

### Com Igor Lisovsky
| Resultados                                            | Resultados        | Resultados       | Resultados       | Resultados        | Resultados       | Resultados    | Resultados    | Resultados    | Resultados    | Resultados    | Resultados    | Resultados    |
| Internacional                                         | Internacional     | Internacional    | Internacional    | Internacional     | Internacional    | Internacional | Internacional | Internacional | Internacional | Internacional | Internacional | Internacional |
| Evento/Temporada                                      | 1978– 1979        | 1979– 1980       | 1980– 1981       | 1981– 1982        | 1982– 1983       |               |               |               |               |               |               |               |
| ----------------------------------------------------- | ----------------- | ---------------- | ---------------- | ----------------- | ---------------- | ------------- | ------------- | ------------- | ------------- | ------------- | ------------- | ------------- |
| Campeonato Mundial                                    | 4.ª               |                  | Medalha de ouro  | 5.ª               |                  |               |               |               |               |               |               |               |
| Campeonato Europeu                                    | Medalha de prata  |                  | Medalha de ouro  | Medalha de bronze |                  |               |               |               |               |               |               |               |
| NHK Trophy                                            |                   | Medalha de ouro  |                  |                   | Medalha de prata |               |               |               |               |               |               |               |
| Prize of Moscow News                                  | Medalha de bronze | Medalha de ouro  | Medalha de ouro  |                   |                  |               |               |               |               |               |               |               |
| Nacional                                              |                   |                  |                  |                   |                  |               |               |               |               |               |               |               |
| Campeonato Soviético                                  | Medalha de bronze | Medalha de prata | Medalha de prata | Medalha de bronze |                  |               |               |               |               |               |               |               |
|                                                       |                   |                  |                  |                   |                  |               |               |               |               |               |               |               |
| Legenda: Competição não foi disputada nesta temporada |                   |                  |                  |                   |                  |               |               |               |               |               |               |               |

### Com Aleksandr Vlasov
| Resultados                                            | Resultados       | Resultados      | Resultados        | Resultados    | Resultados        | Resultados       | Resultados    | Resultados    | Resultados    | Resultados    | Resultados    | Resultados    |
| Internacional                                         | Internacional    | Internacional   | Internacional     | Internacional | Internacional     | Internacional    | Internacional | Internacional | Internacional | Internacional | Internacional | Internacional |
| Evento/Temporada                                      | 1971– 1972       | 1972– 1973      | 1973– 1974        | 1974– 1975    | 1975– 1976        | 1976– 1977       |               |               |               |               |               |               |
| ----------------------------------------------------- | ---------------- | --------------- | ----------------- | ------------- | ----------------- | ---------------- | ------------- | ------------- | ------------- | ------------- | ------------- | ------------- |
| Jogos Olímpicos                                       |                  |                 |                   |               | 4.ª               |                  |               |               |               |               |               |               |
| Campeonato Mundial                                    |                  |                 | 6.ª               | 4.ª           | Medalha de bronze | Medalha de prata |               |               |               |               |               |               |
| Campeonato Europeu                                    |                  |                 |                   |               | Medalha de bronze | Medalha de prata |               |               |               |               |               |               |
| Prize of Moscow News                                  |                  | Medalha de ouro |                   |               | Medalha de prata  |                  |               |               |               |               |               |               |
| Nacional                                              |                  |                 |                   |               |                   |                  |               |               |               |               |               |               |
| Campeonato Soviético                                  | Medalha de prata |                 | Medalha de bronze |               | Medalha de ouro   | Medalha de prata |               |               |               |               |               |               |
|                                                       |                  |                 |                   |               |                   |                  |               |               |               |               |               |               |
| Legenda: Competição não foi disputada nesta temporada |                  |                 |                   |               |                   |                  |               |               |               |               |               |               |